# St. Johannes Baptist und St. Margareta (Grünmorsbach)

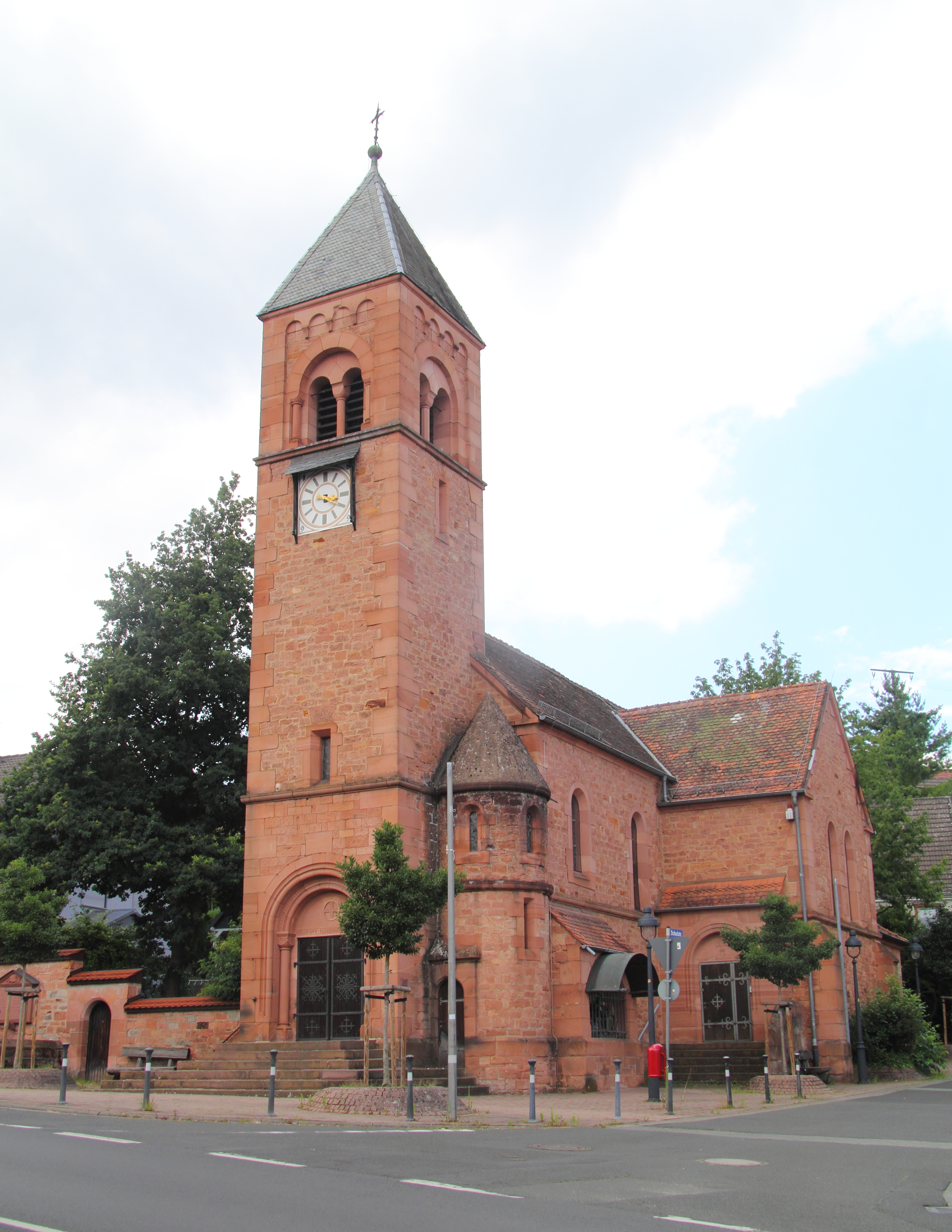
St. Johannes Baptist und St. Margareta (Grünmorsbach)

Die römisch-katholische Filialkirche St. Johannes Baptist und St. Margareta ist eine denkmalgeschützte Kirche in Grünmorsbach, einem Gemeindeteil der Gemeinde Haibach im Landkreis Aschaffenburg (Unterfranken, Bayern). Das Bauwerk ist unter der Denkmalnummer D-6-71-124-14 als Baudenkmal in der Bayerischen Denkmalliste eingetragen. Die Filialkirche gehört zur Pfarrei St. Nikolaus von der Flüe in Haibach im Bistum Würzburg.

## Beschreibung
Die neuromanische Kreuzkirche wurde 1898–99 nach einem Entwurf von Joseph Schmitz gebaut. Von den Gebrüdern Heinz, Matthäus d. J., Rudolf Schiestl und deren Vater Matthäus Schiestl d. Ä. stammt ein großer Teil der Kirchenausstattung, die vom Architekten entworfen wurde. Es gibt keine Kirche, die von der Familie Schiestl so umfangreich ausgestattet wurde wie die Kirche in Grünmorsbach. Der Entwurf von Professor Schmitz und die Ausstattung der Brüder Schiestl bildeten das Vorbild für weitere Kirchenneubauten jener Zeit in Unterfranken, etwa für St. Vitus in Dorfprozelten. 
Für die beiden Stifter der Kirche gestaltete Franz Xaver Zettler die Glasmalereien im Chor. Die Orgel fertigte 1899 Orgelbauer Martin Schlimbach in Würzburg. Für deren Gehäuse gab Architekt Professor Josef Schmitz die Zeichnung. 